# 1215 Boyer
Boyer (asteroide 1215) é um asteroide da cintura principal, a 2,234239 UA. Possui uma excentricidade de 0,1332289 e um período orbital de 1 511,58 dias (4,14 anos).
Boyer tem uma velocidade orbital média de 18,55154707 km/s e uma inclinação de 15,91705º.
Este asteroide foi descoberto em 19 de Janeiro de 1932 por Alfred Schmitt.
O seu nome é uma homenagem ao astrônomo francês Louis Boyer.